# Luca Signorelli

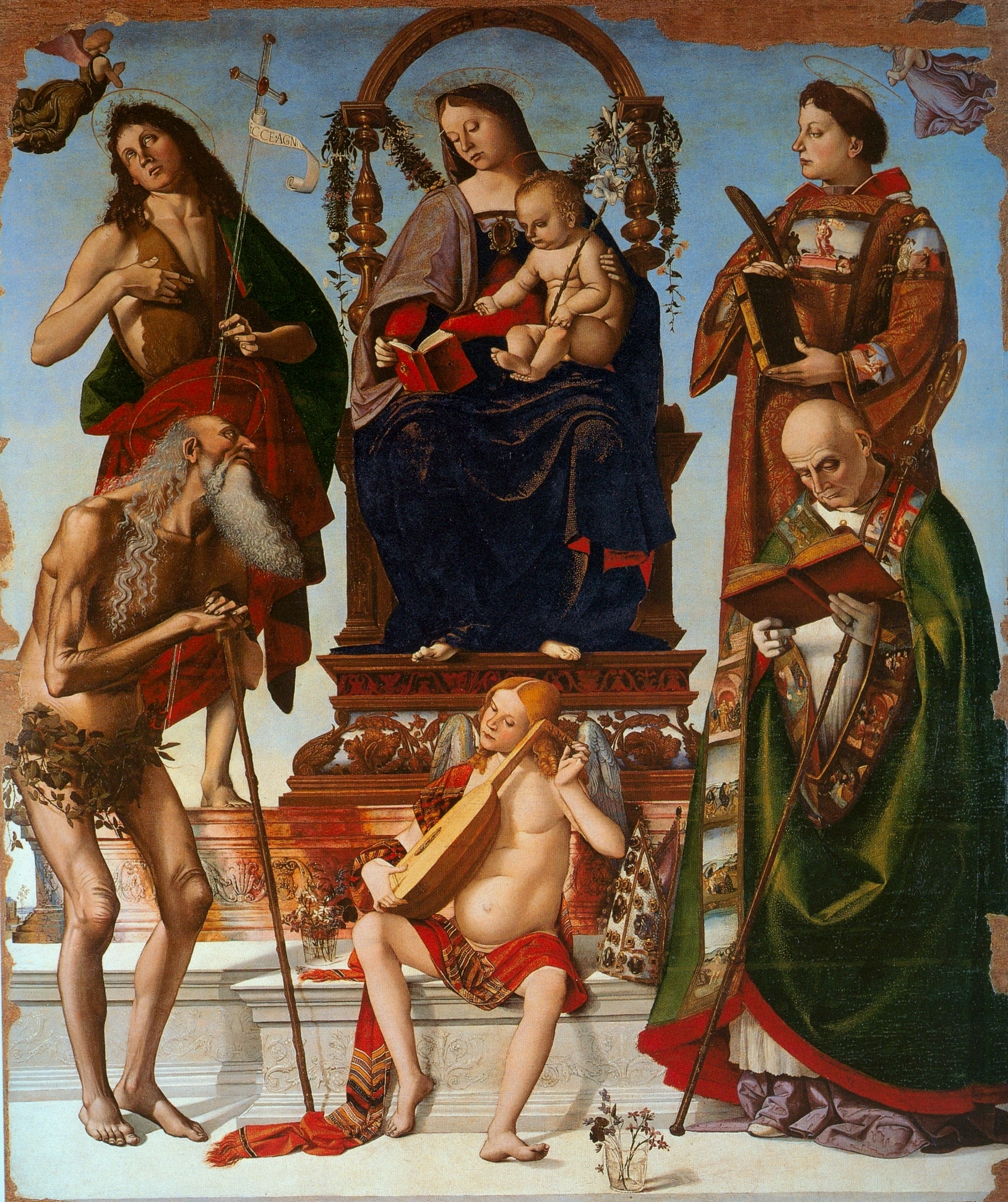
Altaar van Sint Onofrio door Luca Signorelli

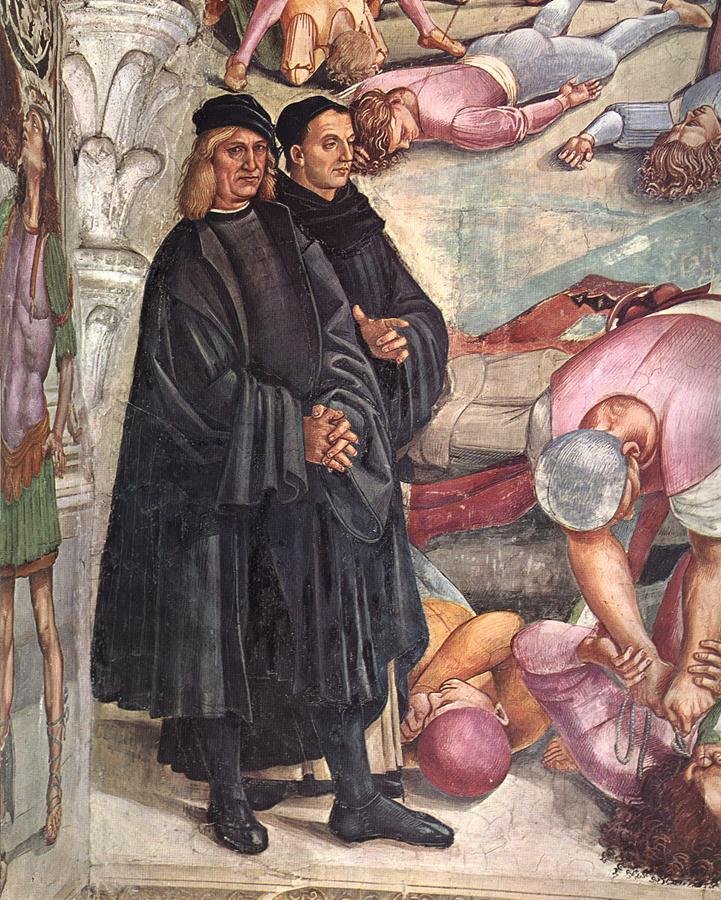
Zelfportret van Signorelli met rechts Fra Angelico

Luca Signorelli (Cortona (Toscane), ca. 1450 - aldaar, 16 oktober 1523) was een Italiaanse renaissanceschilder. Hij was bekend als tekenaar en maakte in zijn werk veel gebruik van de verkortingstechniek.

## Opmaat
De schilder werd geboren als Luca d'Egidio di Ventura in Cortona, Toscane (sommige bronnen noemen hem Luca da Cortona). Zijn precieze geboortejaar is onbekend, maar wordt geschat op 1450. Hij overleed in 1523 in Cortona, waar hij ook is begraven. Hij wordt beschouwd als lid van de Toscaanse School, maar hij werkte ook veel in Umbrië en Rome.
Zijn eerste kunstindrukken schijnen in Perugia te zijn opgedaan: hij werkte aanvankelijk in de stijl van Pinturicchio en anderen. Lazzaro Vasari, de overgrootvader van de kunsthistoricus Giorgio Vasari, was een broer van Luca's moeder. Hij wist de jongeman als leerling bij Piero de Franceschi te plaatsen. In 1472 vinden we Luca in Arezzo, en in 1474 in Città di Castello. Hij schonk een schilderij aan Lorenzo de Medici genaamd 'De School van Pan', ontdekt in Florence en vroeger in Berlijn, maar vernield tijdens de Tweede Wereldoorlog. Een vergelijkbaar werk schilderde hij later op de muur van het paleis van Pandolfo Petrucci in Siena.
Later werk vertoont invloeden van Botticelli en Lippo Lippi. Voor paus Sixtus IV maakte hij fresco's in de kerk van Loreto, en één fresco, de Handelingen van Mozes, in de Sixtijnse Kapel. In 1484 vertrok hij weer naar Cortona. In het klooster van Monte Oliveto Maggiore bij Siena maakte hij acht fresco's.

## Orvieto
Zijn belangrijkste werk schilderde Signorelli in de kathedraal van Orvieto, in de St. Briziokapel (1499-1503). Het is een groep zeer omvangrijke fresco's met godsdienstige motieven, maar ook met figuren uit Dante's werken, speciaal de eerste elf boeken van het Purgatorium. De voor deze renaissancejaren vernieuwende fresco's waren in hun tijd zeer opmerkelijk en hebben veel andere kunstenaars beïnvloed; Michelangelo heeft (naar verluidt) erkend dat hij verschillende figuren heeft 'geleend' voor zijn werk aan de Sixtijnse kapel. Het contract tussen het kerkbestuur en de schilder, gedateerd 5 april 1499, is bewaard gebleven: voor het plafond van de kapel kreeg Signorelli 200 gouden dukaten en voor de wanden 600, plus inwoning, wijn en graan. Over theologische zaken moest hij overleggen met vertegenwoordigers van de Kerk. Volgens Vasari is het portret van de dode Christus dat van zijn aan een pestepidemie gestorven zoon Antonio.

## Latere jaren
Na de voltooiing van de fresco's in Orvieto werkte Signorelli veel in Siena, maar ook in het Vaticaan, Arezzo en Cortona. In zijn geboortestad Cortona was hij een belangrijk man geworden, die leefde als een edelman; al in 1488 was hij lid geworden van het stadsbestuur, en hij bleef dat tot zijn dood. Op een fresco in Orvieto is een zelfportret van hem te zien, met naast hem een portret van Fra Angelico.

## Techniek
Signorelli besteedde veel aandacht aan anatomie, die hij zelfs op begraafplaatsen bestudeerde. Hij was technisch bijzonder goed onderlegd, en interesseerde zich meer voor perspectief en clair-obscur dan voor kleur. Hij had grote invloed op de jongere schilders van zijn tijd, maar bekende leerlingen had hij niet.
- Bibsys: 90617509
- Biblioteca Nacional de España: XX1254829
- Bibliothèque nationale de France: cb11944883c (data)
- Catàleg d'autoritats de noms i títols de Catalunya: 981058608289506706
- CiNii: DA0903301X
- Digitale Bibliotheek voor de Nederlandse Letteren: sign004
- Gemeinsame Normdatei: 118765361
- International Standard Name Identifier: 0000 0001 2279 4647
- KulturNav: 5a0d2109-4f8e-44d1-872e-da62ca1488dd
- Library of Congress Control Number: n84012710
- Nationale Bibliotheek van Letland: 000081540
- Bibliotheek van het Japanse parlement: 00516212
- National Gallery of Victoria: 6856
- Nationale Bibliotheek van Tsjechië: xx0059142
- Nationale bibliotheek van Australië: 36561751
- Nationale Bibliotheek van Israël: 987007436842205171
- Nationale Bibliotheek van Polen: a0000002006179
- Nederlandse Thesaurus van Auteursnamen: 071281134
- Réseau des bibliothèques de Suisse occidentale: 02-A003831256
- RKD-Nederlands Instituut voor Kunstgeschiedenis: 72523
- Istituto Centrale per il Catalogo Unico: CFIV114227
- LIBRIS: 217602
- SNAC: w6sj1pws
- Système universitaire de documentation: 027397912
- Trove: 1293572
- Union List of Artist Names: 500003947
- Virtual International Authority File: 46769209
- WorldCat: E39PBJw4CmpVfHrTHxqv8fxFKd